# Lilian Whitteker
Lilian Eveleth Whitteker, dite Lilian Juliet Whitteker ou Lilian Whitteker, née le 10 octobre 1881 à Wyoming (Ohio) et morte le 20 mars 1979 à Montlouis-sur-Loire (Indre-et-Loire) est une artiste peintre américaine.
Arrivée en France en 1922, elle s'installe au château de Montbazon. À partir de 1970, elle est pensionnaire de la maison de retraite du château de la Bourdaisière, où elle meurt. Elle est inhumée au cimetière de Montbazon. Bien que les thèmes abordés dans son œuvre soient variés, la représentation de fleurs en bouquets domine dans ses toiles.

## Biographie
Lilian Eveleth Whitteker — c'est plus tard qu'elle choisit comme second prénom d'usage Juliet, celui de sa sœur cadette — naît le 10 octobre 1881, deuxième enfant d'une fratrie de cinq, à Wyoming dans l'Ohio où son père, franc-maçon, exerce la profession de grainetier-herboriste. Lilian compte parmi ses ancêtres du côté maternel le Britannique Sir Rowland Hill, inventeur du timbre-poste.

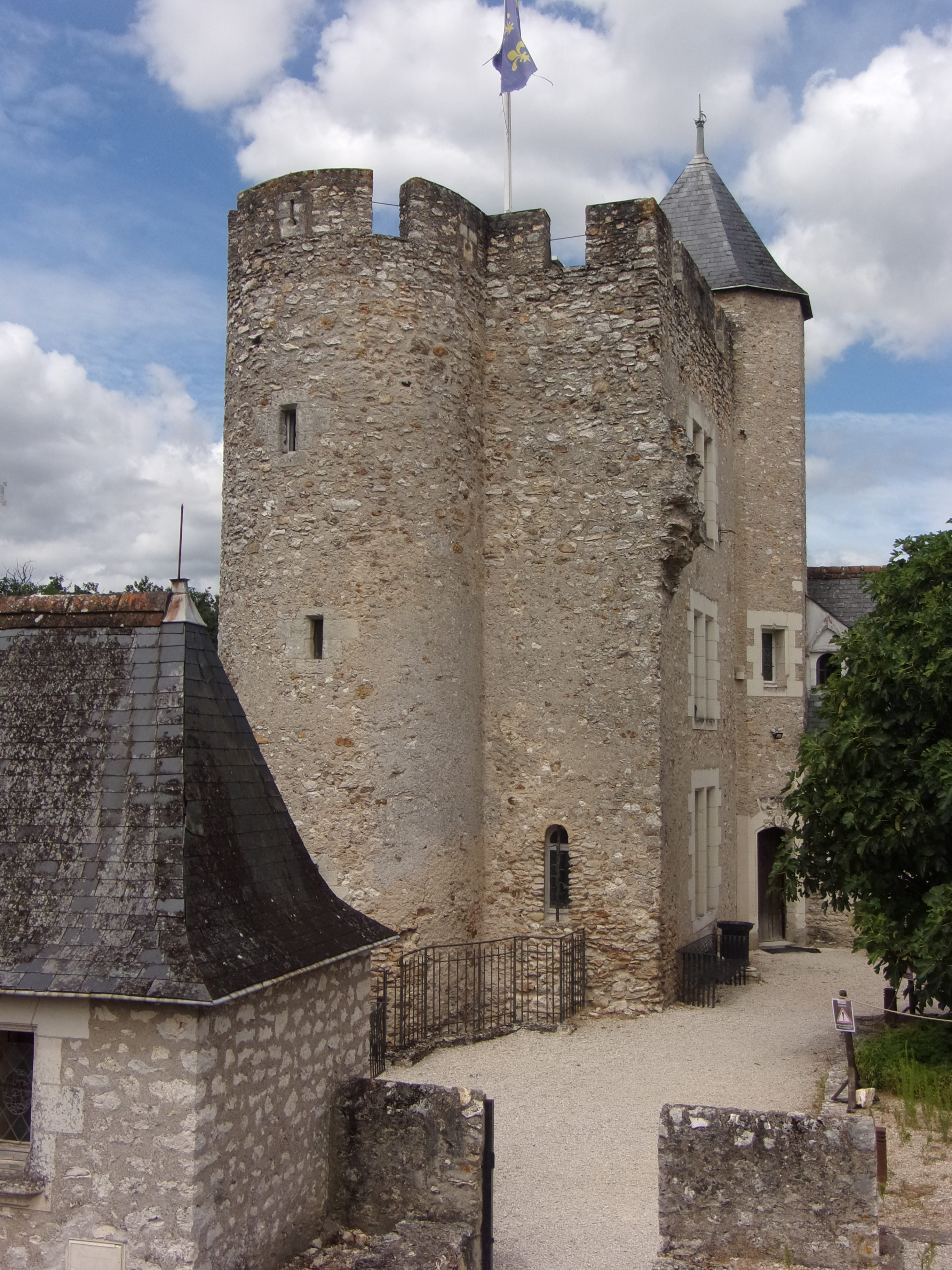
La « tour Lilian », partie du logis que Lilian Whitteker habitait à Montbazon.

Son enfance est mal connue et Lilian reste discrète et évasive à ce sujet. À dix-huit ans, elle s'inscrit à l'école des beaux-arts de Cincinnati. En 1910, elle fréquente l'école des beaux-arts de Boston où elle obtient une médaille de bronze au salon des beaux-arts en 1917. En 1919, elle rencontre dans une exposition à New-York un cousin éloigné, William Perry Dudley, dont elle devient la maîtresse et en 1922 elle le suit lorsque, laissant sa femme aux États-Unis, il vient s'installer en France à Montbazon. Dudley vient en effet d'acheter le donjon et les bâtiments annexes. Lilian et lui restaurent la forteresse et se lient avec plusieurs châtelains des environs, comme Charles Bedaux au château de Candé ; ils ne semblent, par contre, pas avoir de contact avec François Coty, leur proche voisin du château d'Artigny. Lorsque Mme Dudley rejoint finalement son mari à Montbazon en 1925, c'est Lilian Whitteker qui retourne aux États-Unis. Elle revient malgré tout à Montbazon fin 1926, après la mort de son père, et le ménage à trois dure dix ans. Les Dudley divorcent en 1938 — Lilian reste très amie avec Mme Dudley — et William Dudley quitte la France au début de la Seconde Guerre mondiale.
Lilian reste seule à Montbazon qu'elle continue d'habiter, même après l'entrée en guerre des États-Unis  dont les autorités l'invitent à regagner son pays d'origine. Arrêtée par les Allemands en septembre 1942 en tant que « citoyenne d'un pays ennemi » et internée au camp de Vittel, elle est libérée en mars 1943 sur intervention de Charles Bedaux et de son épouse américaine. Après la guerre, elle vit petitement à Montbazon de la vente de quelques-uns de ses tableaux, de l'aide financière de William Dudley venue des États-Unis et de la vente de fromages de chèvre qu'elle fabrique à Montbazon. Il lui arrive même de payer commerçants et fournisseurs avec ses toiles.

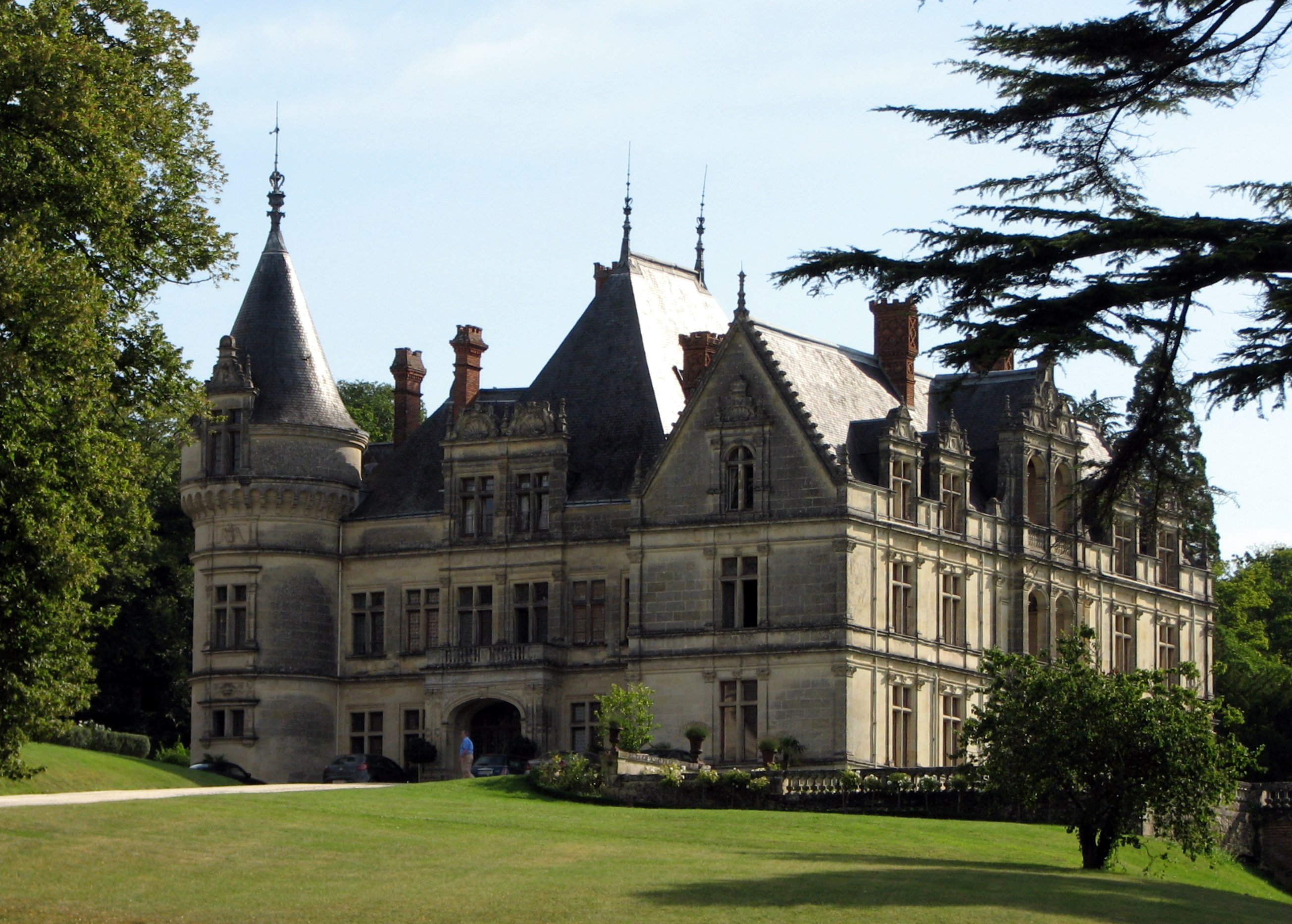
Château de La Bourdaisière.

En 1958, souffrant de problèmes de vue, elle se fait opérer de la cataracte mais ne retrouve pas la totalité de ses facultés visuelles. Lorsque William Dudley se suicide en avril 1965, le château de Montbazon revient, selon les dispositions de son testament, à la ville de Montbazon qui fait tout pour que Lilian Whitteker puisse continuer à habiter sur place dans des conditions décentes. Toutefois, après quatre ans de difficultés et de complications judiciaires, la ville refuse finalement le legs et Lilian doit déménager, l'équipement du château de Montbazon n'étant en outre pas adapté à une personne de son âge. Elle devient alors, en décembre 1970, pensionnaire de la maison de retraite installée au château de la Bourdaisière à Montlouis-sur-Loire où un atelier lui est aménagé ; la ville de Tours prend en charge sa pension en échange de la promesse d'hériter de ses œuvres et de son atelier. Victime en 1972 d'un infarctus dont elle se remet parfaitement, elle meurt à la Bourdaisière le 20 mars 1979. Elle est inhumée au cimetière de Montbazon, selon sa volonté, trois jours plus tard.

## Œuvre
Si Lilian Whitteker revendique le statut de femme peintre, elle réfute la qualification de « militante féministe ».
Dans la première partie de sa carrière aux États-Unis, elle peint des natures mortes, des nus, réalise quelques copies de tableaux de maîtres, confectionne des poupées en carton ou en cire, peint des décors de théâtre.
Elle reconnaît son attirance pour l'impressionnisme ou le postimpressionnisme (École de Pont-Aven, Paul Gauguin, Paul Cézanne, Raoul Dufy) ; elle déclare, après son installation à Montbazon : « [J'ai trouvé ici] la lumière, le climat, toutes les fleurs que j'aime peindre », une grande partie de son œuvre étant constituée de tableaux de fleurs en bouquets d'inspiration impressionniste ou postimpressionniste. En Touraine, après la Seconde Guerre mondiale, elle fréquente Jo Davidson mais surtout Max Ernst et Alexandre Calder : son style évolue alors vers davantage d'abstraction, ce qui ne semble pas lié aux problèmes de vue dont elle souffre alors. Elle se lance aussi dans l'art du gemmail.
De 1923 à 1978, Lilian Whitteker expose presque chaque année (avec une interruption pendant le Seconde Guerre mondiale et dans les années qui suivent) ses peintures dans une ou plusieurs galeries ou musées d'Indre-et-Loire. Des rétrospectives sont consacrées à son œuvre en 1963 au musée des Beaux-Arts de Tours et en juin 1997 à Montbazon.

## Distinctions et hommages
Lilian Whitteker est chevalière dans l'ordre des Palmes académiques.
Deux rues, à Montbazon et à Tours, portent son nom.